# Мариефред
Мариефред (на шведски: Mariefred) е град в югоизточна Швеция.

## География
Градът се намира в община Стренгнес в лен Сьодерманланд на Швеция. Разположен е на брега на езерото Меларен в близост до общинския център Стренгнес. Населението му по данни от преброяването през 2010 г. е 3726 жители.

## История
Историята на града може да бъде проследена до 1370 г., когато Бу Юнсон Грип построява в него крепостта Грипсхолм. След много разширения тя става днешния замък Грипсхолм, който е и най-голямата забележителност на града. Името Мариефред е документирано през 1493 г. в манастира, основан на мястото на сегашната църква. Манастира се е казвал Pax Mariae (мира на Мария), което преведено на шведски е „Marias fred“, откъдето идва и името на града. Получава статут на град през 1605 г. от крал Карл IX. Мариефред е един от 133-те града на Швеция, които имат статут на исторически градове.